# Albert Kamehameha
Albert delle Hawaii, nato Albert Edward Kauikeaouli Kaleiopapa a Kamehameha (Honolulu, 20 maggio 1858 – Honolulu, 27 agosto 1862), è stato principe ereditario del regno delle Hawaii dal 1858 fino alla sua precoce morte, figlio del re Kamehameha IV delle Hawaii e della regina Emma.

## Biografia

### Nascita
Il principe Albert delle Hawaii nacque il 20 maggio 1858 a Ihikapukalani, una delle residenze della famiglia reale hawaiana. I suoi genitori furono il re Kamehameha IV delle Hawaii e la regina Emma. La sua nascita fu importantissima in quanto era l'unico erede di suo padre e venne festeggiata in tutte le isole del regno, con la stesura di alcuni canti in suo onore. Da allora i suoi compleanni furono festa nazionale e fu l'ultimo principe nato da un monarca hawaiano, poiché i sovrani che regnarono dopo suo padre non ebbero discendenti. 

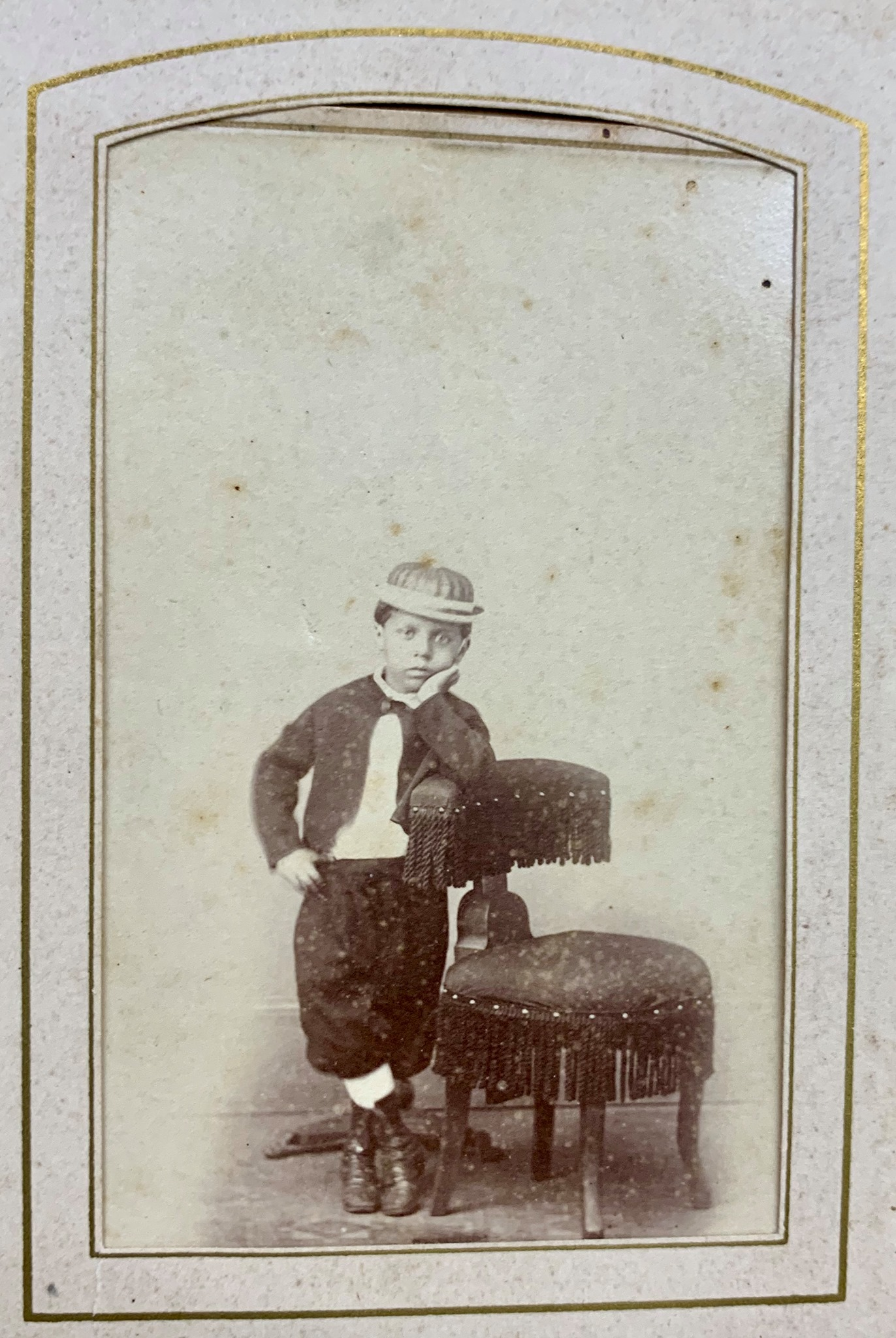
Ritratto fotografico del principe Albert

Quattro giorni dopo la sua nascita gli venne conferito ufficialmente il titolo di principe ereditario e gli vennero dati come primi due nomi Albert e Edward, in onore del Albert Edward del Regno Unito (all'epoca principe di Galles) che salì al trono britannico con il nome di Edoardo VII. Come nomi hawaiani gli vennero dati Kauikeaouli e Kaleiopapa, nomi di battesimo del re Kamehameha III, suo nonno paterno adottivo. Comunemente il principe veniva chiamato Ka Haku O Hawaiʻi, che in lingua hawaiana significa "Il Signore delle Hawaii".

### Infanzia e battesimo

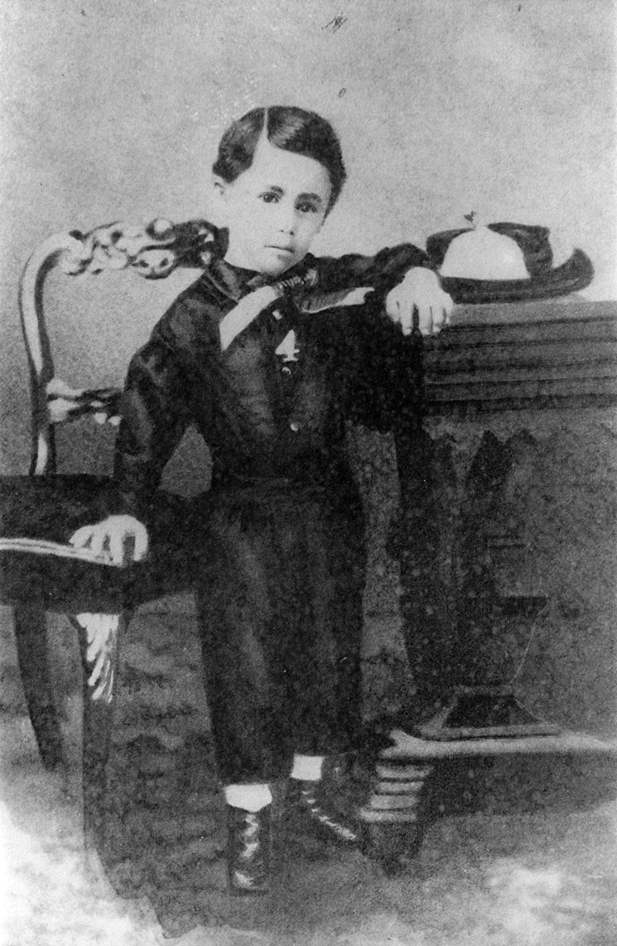
Il principe Albert in uniforme da pompiere nel maggio del 1862

Durante la sua infanzia il principe Albert manifestò il desiderio di diventare un vigile del fuoco e per questo venne nominato membro onorario della Fire Engine Company Number Four di Honolulu e gli venne data in dono l'uniforme da pompiere della compagnia.

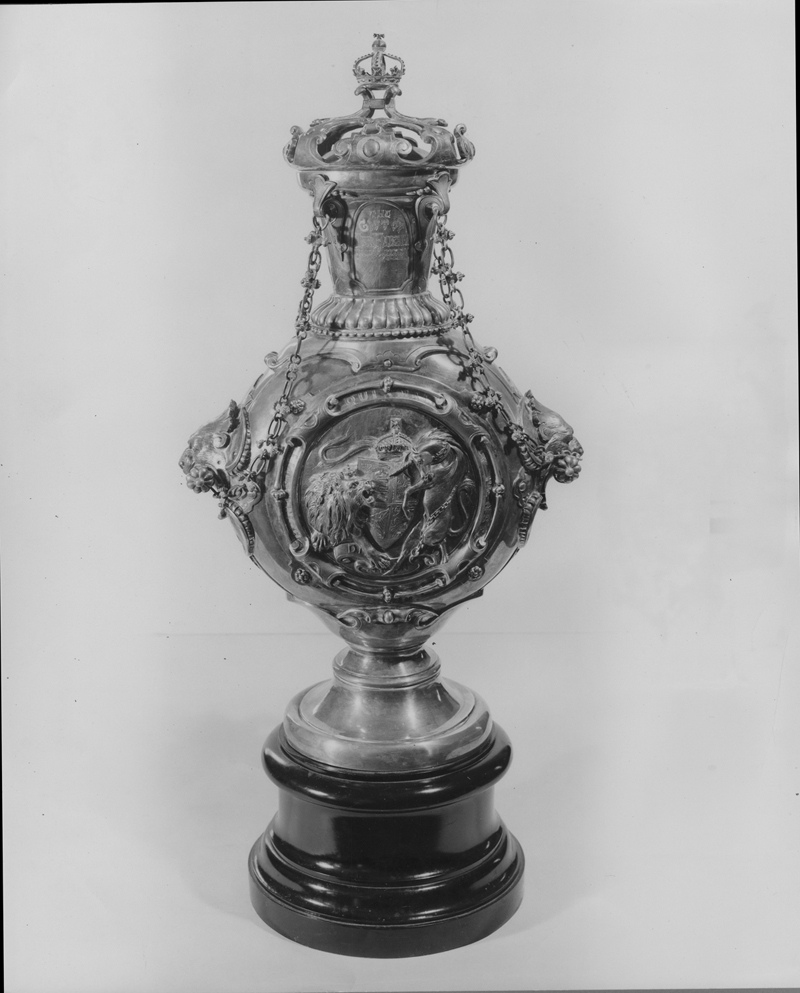
La coppa in argento del battesimo del principe Albert, dono della regina Vittoria del Regno Unito

Nell'agosto del 1862 contrasse una febbre molto alta e poco tempo dopo i genitori decisero di farlo battezzare. Così, il 23 agosto 1862, ricevette il battesimo con rito anglicano ed ebbe come madrina per procura la regina Vittoria, amica della regina Emma. Per l'occasione la sovrana britannica fece inviare nelle Hawaii una coppa battesimale in argento, come dono per il giovane principe.

### Malattia e morte
La salute di Albert iniziò a peggiorare in modo sempre crescente e i giornali dell'epoca riportarono che si ammalò di una malattia riconducibile alla meningite ma, in seguito ad analisi effettuate sulla sua morte, si è ipotizzato che morì a causa di un'appendicite. In ogni caso nessun medico trovò una cura e il piccolo principe morì ancora infante il 27 agosto 1862, all'età di soli quattro anni.

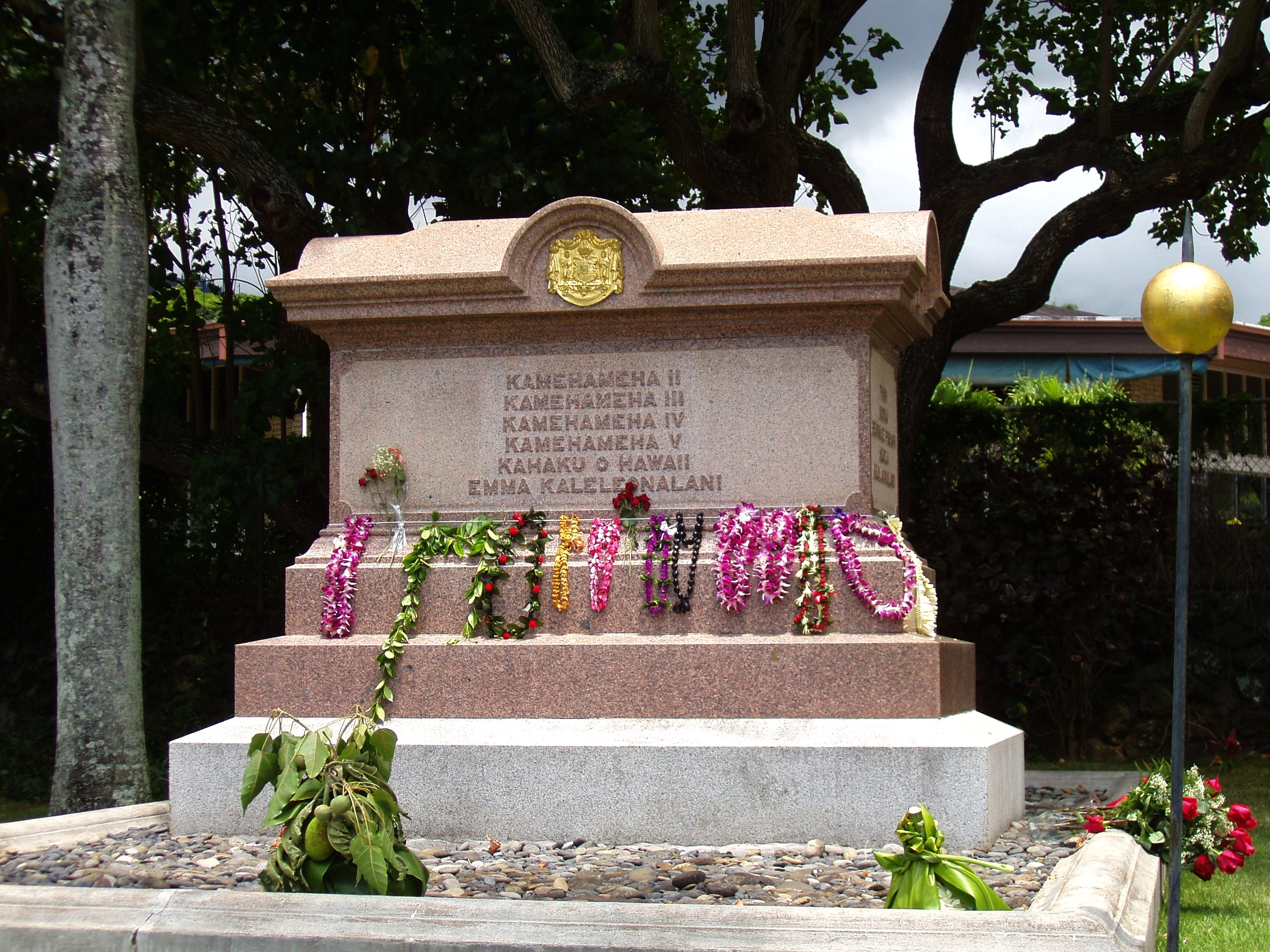
La tomba del principe Albert e dei suoi famigliari su cui è visibile la scritta Ka Haku O Hawaii in suo onore

Venne sepolto nel mausoleo reale di Mauna ʻAla, prima però, nel giorno del suo funerale il 7 settembre, il suo corpo fu posto in una tomba provvisoria sotto un tamarindo situato davanti al palazzo reale. In seguito alla sua morte, entrambi i suoi genitori caddero in un periodo di depressione, tanto che suo padre fu sull'orlo di abdicare. Appena 15 mesi dopo, il 30 novembre 1863, morì anche lui e venne sepolto accanto al figlio. La regina Emma morì 32 anni dopo il figlio, nel 1885, e venne sepolta accanto a egli e al marito, come iniziò a essere da tradizione per i monarchi hawaiani. Dopo la morte di Albert il ruolo di erede al trono passò a suo zio paterno Lot, salito al trono come Kamehameha V. 

## Titoli e trattamenti
- 20 maggio 1858 – 24 maggio 1858: Sua Altezza Reale, il principe Albert delle Hawaii
- 24 maggio 1858 – 27 agosto 1862: Sua Altezza Reale, il principe ereditario delle Hawaii

## Ascendenza
|                                         |         |                                  | Genitori                                            |  |  | Nonni |  |  | Bisnonni           |  |  | Trisnonni  |  |
|                                         |         |                                  |                                                     |  |  |       |  |  | Malailua Nahiʻolea |  |  | Kuʻimeheua |  |
|                                         |         |                                  |                                                     |  |  |       |  |  | Malailua Nahiʻolea |  |  | Kuʻimeheua |  |
|                                         |         | Kaupekamoku, Principessa di Hilo |                                                     |  |  |       |  |  | Malailua Nahiʻolea |  |  |            |  |
| Mataio Kekūanāoʻa                       |         |                                  |                                                     |  |  |       |  |  | Malailua Nahiʻolea |  |  |            |  |
|                                         |         | Inaina                           | Pupuka, Gran Capessa di ʻEwa                        |  |  |       |  |  |                    |  |  |            |  |
|                                         |         | Inaina                           | Pupuka, Gran Capessa di ʻEwa                        |  |  |       |  |  |                    |  |  |            |  |
|                                         |         | Inaina                           | ...                                                 |  |  |       |  |  |                    |  |  |            |  |
| Kamehameha IV delle Hawaii              |         | Inaina                           |                                                     |  |  |       |  |  |                    |  |  |            |  |
|                                         |         | Kamehameha I delle Hawaii        | Keōua Kalanikupuapaʻikalaninui, Gran Capo di Kohala |  |  |       |  |  |                    |  |  |            |  |
|                                         |         | Kamehameha I delle Hawaii        | Keōua Kalanikupuapaʻikalaninui, Gran Capo di Kohala |  |  |       |  |  |                    |  |  |            |  |
|                                         |         | Kamehameha I delle Hawaii        | Kekuʻiapoiwa II, Gran Capessa di Kailua-Kona        |  |  |       |  |  |                    |  |  |            |  |
| Kaʻahumanu II, Principessa delle Hawaii |         | Kamehameha I delle Hawaii        |                                                     |  |  |       |  |  |                    |  |  |            |  |
|                                         |         | Kalākua Kaheiheimālie            | Keʻeaumoku Pāpaʻiahiahe, Grande Capo di Kauaʻi      |  |  |       |  |  |                    |  |  |            |  |
|                                         |         | Kalākua Kaheiheimālie            | Keʻeaumoku Pāpaʻiahiahe, Grande Capo di Kauaʻi      |  |  |       |  |  |                    |  |  |            |  |
|                                         |         | Kalākua Kaheiheimālie            | Nāmāhānaʻi Kaleleokalani, Grande Capessa di Maui    |  |  |       |  |  |                    |  |  |            |  |
| Albert delle Hawaii                     |         | Kalākua Kaheiheimālie            |                                                     |  |  |       |  |  |                    |  |  |            |  |
|                                         | Kamaunu | ...                              |                                                     |  |  |       |  |  |                    |  |  |            |  |
|                                         | Kamaunu | ...                              |                                                     |  |  |       |  |  |                    |  |  |            |  |
|                                         | Kamaunu | ...                              |                                                     |  |  |       |  |  |                    |  |  |            |  |
| George Na'ea Thomas Rooke               | Kamaunu |                                  |                                                     |  |  |       |  |  |                    |  |  |            |  |
|                                         |         | Kukaeleiki                       | Kalauawa, Grande Capo di Kaua'i                     |  |  |       |  |  |                    |  |  |            |  |
|                                         |         | Kukaeleiki                       | Kalauawa, Grande Capo di Kaua'i                     |  |  |       |  |  |                    |  |  |            |  |
|                                         |         | Kukaeleiki                       | ...                                                 |  |  |       |  |  |                    |  |  |            |  |
| Emma delle Hawaii                       |         | Kukaeleiki                       |                                                     |  |  |       |  |  |                    |  |  |            |  |
|                                         |         | John Young Olohana               | Robert Young                                        |  |  |       |  |  |                    |  |  |            |  |
|                                         |         | John Young Olohana               | Robert Young                                        |  |  |       |  |  |                    |  |  |            |  |
|                                         |         | John Young Olohana               | Grace Young                                         |  |  |       |  |  |                    |  |  |            |  |
| Fanny Kekelaokalani                     |         | John Young Olohana               |                                                     |  |  |       |  |  |                    |  |  |            |  |
|                                         |         | Kaʻōanā'eha                      | Keliʻimaikaʻi                                       |  |  |       |  |  |                    |  |  |            |  |
|                                         |         | Kaʻōanā'eha                      | Keliʻimaikaʻi                                       |  |  |       |  |  |                    |  |  |            |  |
|                                         |         | Kaʻōanā'eha                      | Kalikoʻokalani                                      |  |  |       |  |  |                    |  |  |            |  |
|                                         |         | Kaʻōanā'eha                      |                                                     |  |  |       |  |  |                    |  |  |            |  |